# Palaeorhiza chimbuensis
Palaeorhiza chimbuensis är en biart som beskrevs av Hirashima 1982. Palaeorhiza chimbuensis ingår i släktet Palaeorhiza och familjen korttungebin. Inga underarter finns listade i Catalogue of Life.